# Jakree Nimnuan
Jakree Nimnuan (* 4. April 1992) ist ein thailändischer Fußballspieler.

## Karriere
Jakree Nimnuan stand bis Ende 2011 beim Drittligisten Nakhon Nayok FC in Nakhon Nayok unter Vertrag. Die Rückserie 2011 wurde er an den Bangkoker Zweitligisten Bangkok United ausgeliehen. 2012 unterschrieb er einen Vertrag beim Erstligaaufsteiger Chainat Hornbill FC. Der Verein aus Chainat spielte in der ersten Liga, der Thai Premier League. Die Rückserie 2012 spielte er auf Leihbasis beim Drittligisten Samut Prakan FC in Samut Prakan. Nach Vertragsende in Chainat verpflichtete ihn Anfang 2013 der Erstligist Muangthong United. Mit Muangthong wurde er 2013 und 2015 Vizemeister. 2016 feierte er mit Muangthong die Meisterschaft. Bis Ende 2016 stand er für Muangthong dreimal zwischen den Pfosten. Der Drittligist Udon Thani FC aus Udon Thani nahm ihn die Saison 2017 unter Vertrag. Mit Udon Thani wurde er Vizemeister der Thai League 3 in der Upper Region und stieg somit in die zweite Liga auf. Seit Anfang 2018 ist er vertrags- und vereinslos.

## Erfolge
Muangthong United
- Thai Premier League:

Meister: 2016
Vizemeister: 2013, 2015
Udon Thani FC
- Thai League 3 – Upper: 2017 (Vizemeister)